# Karl von Bachmann (General)
Karl Reinhold von Bachmann, auch Johan, russisch Карл Бахман, (* vor 1720; † 11. Februarjul. / 22. Februar 1763greg. in Fossenberg, Kirchspiel Nitau) war ein russischer Generalmajor.

## Leben

### Herkunft und Familie
Karl von Bachmann war ein Sohn des schwedischen Leutnants und Besitzers von Fossenberg David Bachmann († 1731) und der Wendula, geborene von Freymann aus dem Hause Nursie († 1761). Seine verwitwete Mutter vermählte sich in zweiter Ehe 1742 mit dem livländischen Landmarschall und Landrat Gustav Heinrich von Patkul (1698–1778) Nach der Erbteilung mit seinen Geschwistern übernahm Bachmann 1734 das väterliche Gut Fossenberg für 5.274 Reichstaler. Er vermählte sich 1747 mit Katharina Luise Taube von der Issen (1721–1771). Seine einzige Tochter Helena Wendula (1748–1825) erbte Fossenberg und heiratete 1764 in erster Ehe den russischen Generalleutnant Karl Gustav von Rönne (1720–1786). Nach ihrer Scheidung 1775 heiratete sie den livländischen Landespolitiker Friedrich Wilhelm Taube von der Issen (1744–1807).

### Militärlaufbahn

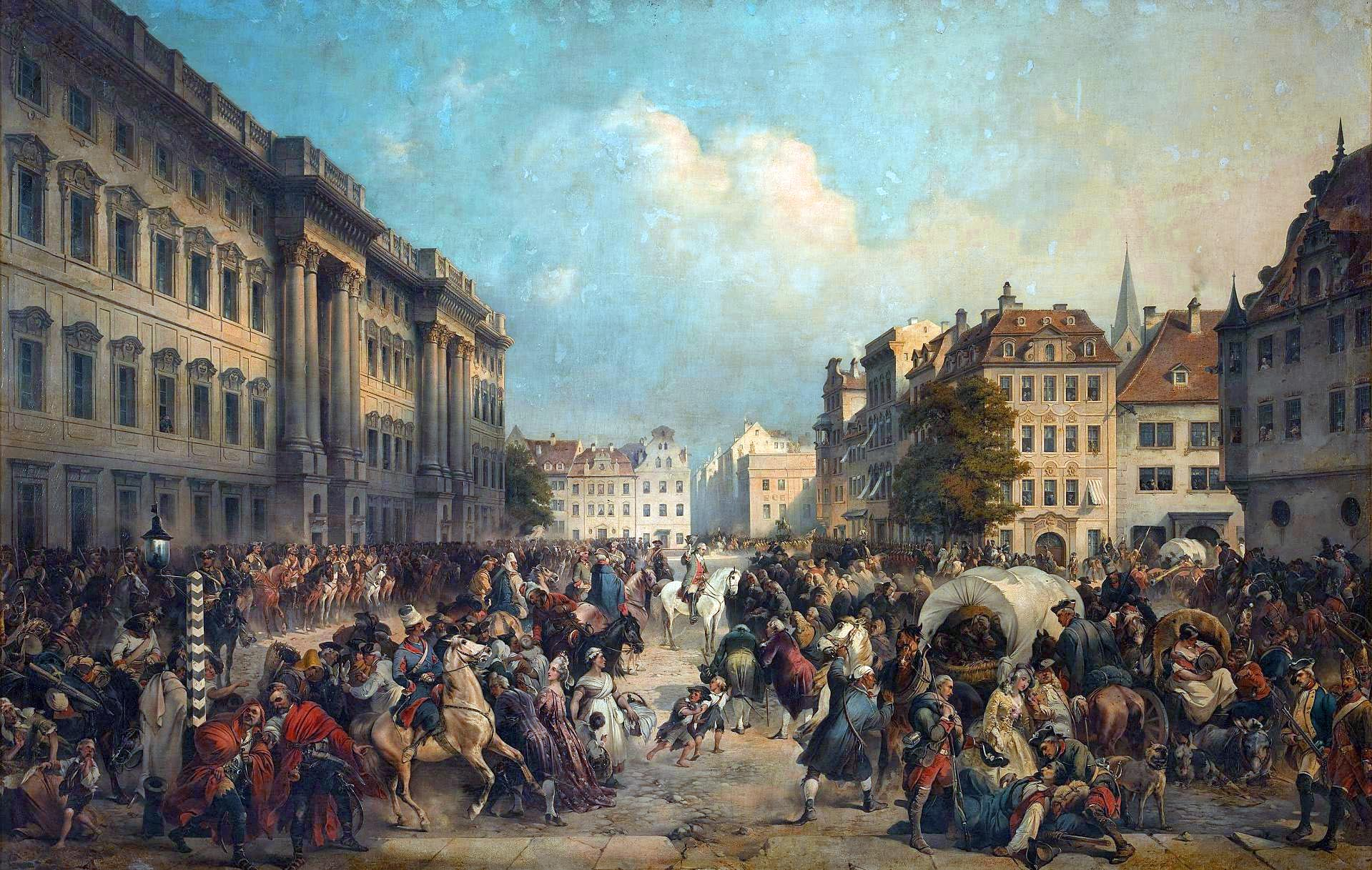
Einnahme von Berlin (1760), Bachmann als Zentralfigur auf weißem Pferd, Gemälde von Alexander von Kotzebue (1849), Eremitage, Sankt Petersburg

Karl von Bachmann diente als Offizier in der Kaiserlich Russischen Armee. Er begann seine Laufbahn als Korporal des Ismailowschen Garderegiments und wurde mit seiner Beförderung zum Sekondlieutenant 1736 auch Adjutant von Generalmajor Otto Johann von Maydell. 1748 stand er im Tobolsker Infanterieregiment. In den 1750er Jahren war er Sekundmajor und wurde 1756 Kommandeur des Tschernigower Infanterieregiments.

Bachmann avancierte 1759 zum Brigadier und nahm als solcher an der Schlacht bei Kunersdorf teil, wo er auch verwundet wurde. Hiernach führte er unter Generalmajor Tottleben das Kommando über vier Grenadierbataillone aus Grenadierkompanien von vier Grenadier- und zwei Infanterieregimentern. Während der viertägigen Besetzung Berlins wurde er zum Stadtkommandanten ernannt. Als solcher tat er sich durch Disziplin und Wohlwollen hervor, wodurch die Last der Besatzung für Berlin gemildert wurde. Beim Abzug der Russen soll ihm der Magistrat als Dank und Anerkennung 10.000 Reichstaler angeboten haben, die Bachmann mit den Worten ablehnte: 

„glaubt die Stadt, daß durch unsere Mannszucht ihr Schicksal erträglicher ist, als es hätte sein können, so hat sie es dem ausdrücklichen Befehl unserer Kaiserin zu danken; ich für meinen Theil bin durch die Ehre, drei Tage lang Kommandant in Berlin gewesen zu sein, hinlänglich belohnt.“

Im März 1762 erhielt er zunächst seinen Beförderung zum Generalmajor und wurde dann Chef des Kasaner oder Schirvaner Infanterieregiments. In dieser Stellung blieb er bis Juli 1762.
Obwohl er auch als Generalleutnant und Ritter bezeichnet wurde, lautet sein Sterbeeintrag in den Kirchbüchern von Nitau „Ihrer Kaiserlichen Majestät wohlbestallter Generalmajor“.